# 二郎山乡
二郎山乡是中国陕西省榆林市清涧县下辖的一个乡。2011年，二郎山乡撤销，辖境并入解家沟镇。

## 行政区划
二郎山乡下辖以下行政区：
二郎山村、杏坬里村、薛家渠村、小黄畔村、吴家山村、黄家畔村、下榆山村、南沟里村、王家塬村、榆上山村、榆下山村、河坪沟村、西庄里村、白家塬村、鱼家塬村、大东山村、楼则峁村、桐树峁村、小马家山村、大马家山村、吕沟里村、计家沟村、下朱家山村、上朱家山村、贺家山村、刘家畔村、东贺家沟村、麻家畔村、张家山村、郝村、韩家山村、李家坬村。